# Chim Lạc

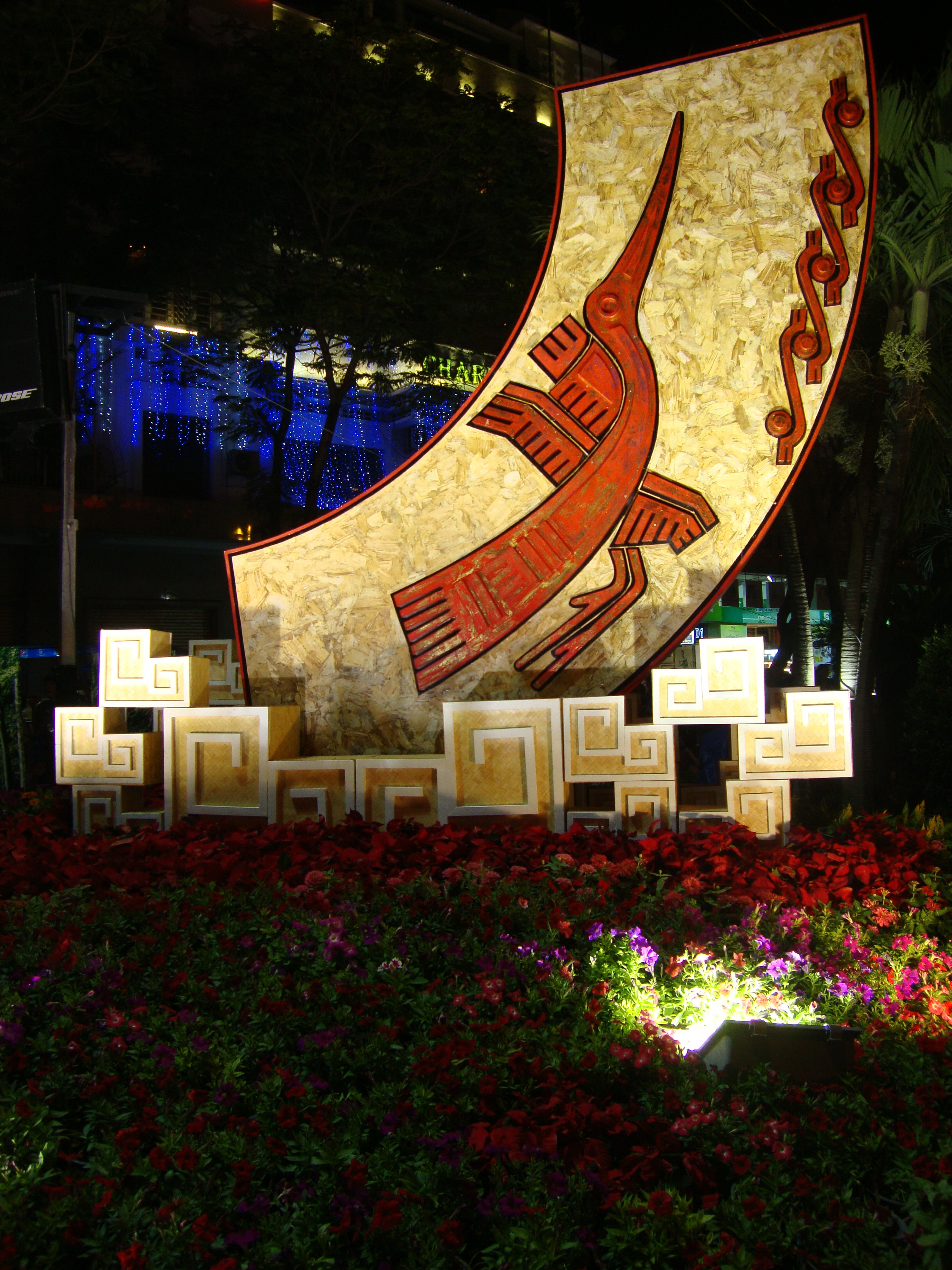
Hình tượng con chim Lạc

Chim Lạc là một sinh vật truyền thuyết của người Việt cổ và được xem là vật tổ của cư dân thời kỳ văn hóa Đông Sơn trong buổi đầu hình thành nhà nước Văn Lang-Âu Lạc. Hình ảnh một con chim Lạc là biểu tượng được tìm thấy trên mặt của Trống Đồng. Có ý kiến xem chim Lạc được xem là biểu tượng của nước Âu Lạc. Nghĩa của từ "Lạc" trong cụm từ "chim Lạc" có nhiều tranh luận và khảo cứu, sự đồng thuận nhiều hơn cả cho rằng, chữ "Lạc" này có xuất xứ từ chữ "Lạc điền" (ruộng nước). Thời Hùng Vương đã dùng rất phổ biến chữ "lạc" này: Lạc Việt, Lạc vương, Lạc hầu, Lạc tướng, Lạc dân, Lạc điền.

## Xác định loài
Vẫn còn nghi vấn trong việc xác định chim Lạc là loài chim gì, một số ý kiến gọi chim này là “hậu điểu”, tức là các giống chim di trú từ Giang Nam (Trung Hoa) bay đến vùng đất mới (miền Bắc Việt Nam ngày nay). Trong Hán ngữ có cụm từ lạc điểu (雒鳥). Bách khoa thư Baidu (百度) của Trung Quốc cho biết lạc (雒) có 7 nghĩa, trong đó có 2 nghĩa liên quan là chim cú và huyền điểu. Dựa vào hình dạng những con chim trên trống đồng Đông Sơn và trống đồng Ngọc Lũ, có phỏng đoán khả năng chúng là loài cò, vạc, giang, sếu, bồ nông hay le le, thậm chí là chim Hồng hoàng (Buceros bicornis), hoặc những loài chim thuộc họ Diệc (Ardeidae) như diệc, vạc hay cò, tuy nhiên cũng khó thuyết phục nếu chỉ dựa vào một số hình dạng hao hao bên ngoài để đoán.

## Tính biểu tượng
Chim Lạc thuộc về biểu tượng quan trọng vì ở những loại trống đã giản ước rất nhiều hình ảnh khác thì hình ảnh này vẫn xuất hiện bên cạnh Mặt trời và liên hội với một loài hậu điểu, hậu là khí hậu, thời tiết, điểu là chim, hậu điểu là chim di cư theo mùa để sáng tạo ra cách gọi tương ứng. Với tư cách là một biểu tượng, chim Lạc vừa gần gụi thân quen vừa thiêng liêng. Chim Lạc vươn lên với cao rộng như khát vọng chinh phục bầu trời. Chim Lạc tượng trưng cho ước mơ vượt không gian bất chấp giông tố thử thách. Chim lạc tượng trưng cho tinh thần và cả văn hóa thuần Việt, cũng là tiền thân của hình tượng phượng hoàng ở những thời đại sau này.